# ハイド (映画)
『ハイド』（Hyde）は、2005年に製作されたサスペンス映画である。劇場未公開であるがDVDは発売されている。
ロバート・ルイス・スティーヴンソンの小説『ジキル博士とハイド氏』を原作とした作品。

## キャスト
- ブライアン・フィッシャー
- ブリー・ターナー
- ザカリー・ベネット
- マリア・デル・マー

## DVD
- 販売元：タキコーポレーション
- 発売年：2006年